# オランモア＝ブラウン男爵
オランモア＝ブラウン男爵（オランモア＝ブラウンだんしゃく、英: Baron Oranmore and Browne）は、アイルランド貴族の爵位。1836年に創設された。3代男爵が叙された、連合王国貴族のメレワース男爵位についても本項で述べる。

## 歴史
ホイッグ党の政治家でメイヨー県選挙区選出庶民院議員を務めたドミニク・ブラウン(1787–1860)は1836年5月4日にアイルランド貴族である「ゴールウェイ県のキャラブラウン城およびメイヨー県のマクギャレット城のオランモア＝ブラウン男爵」に叙された。
初代男爵の息子である2代男爵ジェフリー・ドミニク・オーガスタス・フレデリック・ブラウン(1819–1900)はスコットランドの実業家アレグザンダー・ガスリー(1796–1865)の娘で相続人であるクリスティーナ(1834–1887)と結婚して、姓をガスリーに改めたが、息子の3代男爵ジェフリー・ヘンリー・ブラウン・ガスリー(1861–1927)は襲爵後の1906年に姓をブラウンに戻した。2代男爵は父と違い保守党の政治家になり、メイヨー県長官とアイルランド貴族代表議員を務めた。3代男爵も保守党の政治家としてアイルランド貴族代表議員を務め、1921年に南アイルランド上院議員に選出された。彼は1918年に聖パトリック勲章を授与され、1926年1月19日に連合王国貴族である「ケント州メレワース城におけるメレワース男爵」に叙された。
3代男爵の息子である4代男爵ドミニク・ジェフリー・エドワード・ブラウン(1901–2002)は1927年の爵位継承から1999年貴族院法により失職するまで72年間貴族院議員を務め、その間一度も議会で発言しなかったことで知られる。
5代男爵ドミニク・ジェフリー・トマス・ブラウン(1929–)は1999年貴族院法による改革にもかかわらず、2010年8月に女王エリザベス2世に対しメレワース男爵としての議会召集令状を要求した。この要求が拒否されると、5代男爵は高等法院で裁判を起こしたが、高等法院は2011年5月に「議員を決める権限は高等法院になく、議会にある」「たとえそのような権限が高等法院にあったとしても、爵位による議会召集令状の請求権は1999年貴族院法で廃止された」と判示して、5代男爵の訴えを却下した。

## オランモア＝ブラウン男爵（1836年）
- 初代オランモア＝ブラウン男爵ドミニク・ブラウン（1787年 – 1860年）
- 第2代オランモア＝ブラウン男爵ジェフリー・ドミニク・オーガスタス・フレデリック・ガスリー（1819年 – 1900年）
- 第3代オランモア＝ブラウン男爵ジェフリー・ヘンリー・ブラウン・ブラウン（英語版）（1861年 – 1927年、1926年に連合王国貴族メレワース男爵に叙爵）
- 第4代オランモア＝ブラウン男爵ドミニク・ジェフリー・エドワード・ブラウン（英語版）（1901年 – 2002年）
- 第5代オランモア＝ブラウン男爵ドミニク・ジェフリー・トマス・ブラウン（1929年 – ）

爵位の推定相続人は現当主の弟の息子ショーン・ドミニク・ブラウン（1964年 – ）である。